# ОШ „Душко Радовић” Чукарица
ОШ „Душко Радовић” једна је од основних школа на Чукарици. Налази се у улици Томаса Едисона 3 у насељу Сремчица.

## Историјат
Основна школа „Душко Радовић” смештена је у пространој згради површине 3600 квадратних метара коју окружује велико двориште од 2,5 хектара. У школи су у функцији 22 учионице, у млађим разредима свако одељење има своју учионицу, а у старијим настава се одвија у предметним кабинетима. Школа укупно има 17 одељењa, рад је организован у 2 смене. Од школске 2006/07. године ученицима и наставницима је на располагању и информатички кабинет са 11 умрежених рачунара са приступом интернету, као и бим пројектор.
Школа је добила име по Душку Радовићу, српском песнику, новинару и ТВ уреднику.